# Rodrigo Navarrete Sánchez
Rodrigo José Navarrete Sánchez (Caracas, 19 de marzo de 1965 – San Antonio de los Altos, 7 de junio del 2023) fue un antropólogo y arqueólogo venezolano. Profesor de la Escuela de Antropología en la Universidad Central de Venezuela (UCV). En varias oportunidades se desempeñó como Jefe del Departamento de Arqueología y Antropología Histórica de la Escuela de Antropología (FACES–UCV), además de ser fundador y presidente del Grupo de Estudios de la Diversidad Sexual Contranatura (UCV).

## Carrera Académica
Egresó de la Escuela de Antropología de la Universidad Central de Venezuela en 1989. Su tesis de grado se tituló: “Nosotros y los otros: aproximación teóricometodológica al estudio de la expresión de la etnicidad en la cerámica de las sociedades barrancoide y ronquinoide en el bajo y medio Orinoco (600 a.C.-300 d.C.)”.Esta investigación teoriza sobre las conexiones entre cerámica y etnicidad y en 1990 fue ganadora de la mención pregrado del premio Bienal a la Investigación Antropológica otorgado por el Instituto de Cooperación Iberoamericana de Venezuela (ICIV). En 2007, Monte Ávila Editores editó e imprimió el texto.  
La formación académica de Navarrete estuvo marcada por la influencia marxista de Mario Sanoja e Iraida Vargas Arena, principales exponentes de la Arqueología Social Latinoamericana. Esto se ve reflejado en su tesis de maestría realizada en la Universidad de Binghamton (Nueva York) en 1999. El título de su tesis de maestría fue: “Latin American Social Archeology: One Goal, Multiple Views”. Esta analiza desde un punto de vista antropológico e historiográfico la formación, desarrollo e impacto político de la Arqueología Social Latinoamericana. En 2007, la Facultad de Ciencias Económica y Sociales de la UCV editó e imprimó la traducción al español de la tesis con el título: “La Arqueología Social Latinoamericana: una meta, múltiples perspectivas”.
En 1997 presentó su tesis de ascenso, la cual se titula: “El Pasado con intención: Hacia una Reconstrucción Crítica del Pensamiento Arqueológico en Venezuela (Desde la Colonia al Siglo XIX)”. Su objetivo era reconstruir el quehacer y las ideas arqueológicas en Venezuela antes de la institucionalización académica de la arqueología en el siglo XX. Asimismo, analizó cuáles fueron los intereses políticos de quienes estudiaron el pasado durante la época colonial y el siglo XIX. En 2004, la Facultad de Ciencias Económicas y Sociales de la UCV editó e imprimió el texto con el mismo título.

## Obras publicados
2007 – Nosotros y los otros: aproximación teórico-metodológica al estudio de la expresión de la etnicidad en la cerámica de las sociedades barrancoide y ronquinoide en el bajo y medio Orinoco (600 a.C.-300 d.C.). Caracas: Monte Avila Editores.
2007 – La Arqueología Social Latinoamericana: una meta, múltiples perspectivas. Caracas: Facultad de Ciencias Económicas y Sociales, Universidad Central de Venezuela.
2004 – El Pasado con intención: Hacia una Reconstrucción Crítica del Pensamiento Arqueológico en Venezuela (Desde la Colonia al Siglo XIX). Caracas: Fondo Editorial Tropycos.
1997 – El Camino de los Españoles. Aproximaciones Históricas y arqueológicas al Camino Real Caracas-La Guaira en la época colonial. Junto a Emanuele Amodio y Ana Cristina Rodríguez Yilo. Caracas: Instituto del Patrimonio Cultural.
1996 – La Mirada Penetrante: Reflexiones y Prácticas del Discurso Antropológico (editor). Caracas: Facultad de Ciencias Económicas y Sociales, Universidad Central de Venezuela.